# Krueng Jangko
Krueng Jangko is een bestuurslaag in het regentschap Pidie van de provincie Atjeh, Indonesië. Krueng Jangko telt 472 inwoners (volkstelling 2010).